# Iskustvo
Iskustvo može označavati 
- određen doživljaj ili percepcija koja ima utjecaj na odnos čovjeka prema vanjskom svijetu,
- stečena znanja, sposobnosti i vještine tehničke ili metodološke prirode.

Iskustvo (od "probati", "pokušati") rabi se u nekoliko značenja:
- stečene vještine dobivena tijekom dugogodišnje prakse kao primjerice "iskusni liječnik" ili "životno iskustvo";
- iskustvo za opstanak (npr. preživljavanje)
- unutarnje iskustvo, religiozno iskustvo

Iskustvo je u strogom smislu neprenosivo i teško objašnjivo. Stjecavanje vlastitog osobnog iskustva može biti skupo i/ili opasno.